# 名鉄1000系電車
名鉄1000系電車（めいてつ1000けいでんしゃ）は、1988年（昭和63年）に登場した名古屋鉄道（名鉄）の特急形車両である。
本項では一般車1200系や増結車両1800系、7500系の機器を流用して製造された1030系・1230系・1850系、同編成から改造された1380系についても記述する。なお、1000系・1200系のリニューアルが開始された2015年度以降は1200系が1000系（特別車）・1200系（一般車）を合わせた編成全体の総称となっている。
解説の便宜上、個別の編成を表す場合は豊橋方先頭車の車両番号を用いて「1001F」（末尾の「F」は編成を意味するFormationの頭文字）のように表記する。

## 概要
7000系（パノラマカー）の後継特急車両として開発され、名古屋本線東西直通40周年にあたる1988年（昭和63年）7月8日に営業運転を開始した。当初は全車特別車編成で登場したが、バブル景気による輸送需要の変化に伴い一般車を組み込んだ編成も登場した。
愛称もパノラマカーの後継と位置付けられており、普通列車用に改造された1380系と一部特別車特急の増結用1800系・1850系を除き「パノラマSuper」（パノラマスーパー）を名乗る。
名鉄社内では本系列の略称を「PS」としており、一部駅での8両または6両編成の停止位置目標は「PS8」または「PS6」と表記される。なお、名鉄内における運用上の略号は1000-1200系と1030-1230系を総称して「B6」とされ、1000系全車特別車編成は「B4」、1800系列に関しては「B2」と称している。

## 1000系
設計コンセプトは「ハイ・アメニティ（快適性）・エキスプレス」。1997年（平成9年）までの9年間に21本84両が導入された。このうち24両は次述の1200系組み込みのため、1991年（平成3年）から1992年（平成4年）にかけて2両ずつに分割され、岐阜方の2両を豊橋駅向きに方向転換された。

### 車体
普通鋼製で、車体幅はほぼ車両限界一杯の2,740 mmとし、さらに8800系に比べて側構上半の内傾が少なくなっている。そのため、一般客室部分の屋根高さは従来通り低めだが、断面積は拡大された。側扉は車内側に折れる仕様の2枚折戸で、3次車以前は幅800 mm（展望室次位のみ940 mm）であったが、4次車以降では開閉時の安全性を高める目的で15 mmずつ拡大され、幅815 mm（展望室次位のみ955 mm）となった。側窓は8800系から採用された隅のRが大きい幅1,700 mm（一部に狭窓あり）・天地寸法900 mmの独立型固定窓である。
先頭部分には展望席が設置されており、先頭部のみ台枠を下げ、さらに運転台の床を台枠下と面一とし、天井を低くした上で1階部分に設置し、展望席を階段状の中2階とする8800系（パノラマDX）の流れを汲むハイデッカー構造だが、前面窓・側窓ともに曲面ガラスとなった。灯具類は、従来のシールドビーム前部標識灯とLED標識灯（・後部標識灯）にシールドビームのフォグランプを加えた3連式となり、間に「パノラマSuper」の愛称表示を備える。
編成中1か所（モ1050）に車掌室を備える。
塗装は白と赤を基調としてスピード感を出した塗り分けがなされていおり、車体裾部分はベージュで塗られている。側面の号車表示についても2200系の運行開始以降、系列全車で7セグメントマグサイン風のステッカーに変更されている。
冷房装置は、インバータ制御の東芝 RPU-4414（15,000 kcal/h）を各車2基搭載する。7000・7500系や8800系2次車と異なり展望室も本装置のみで冷房する。このほか、熱交換型換気装置（ロスナイ）を併用している。
2010年の7700系の全廃後は、名鉄では数少ない、両開き扉ではない車両となっている。

### 内装

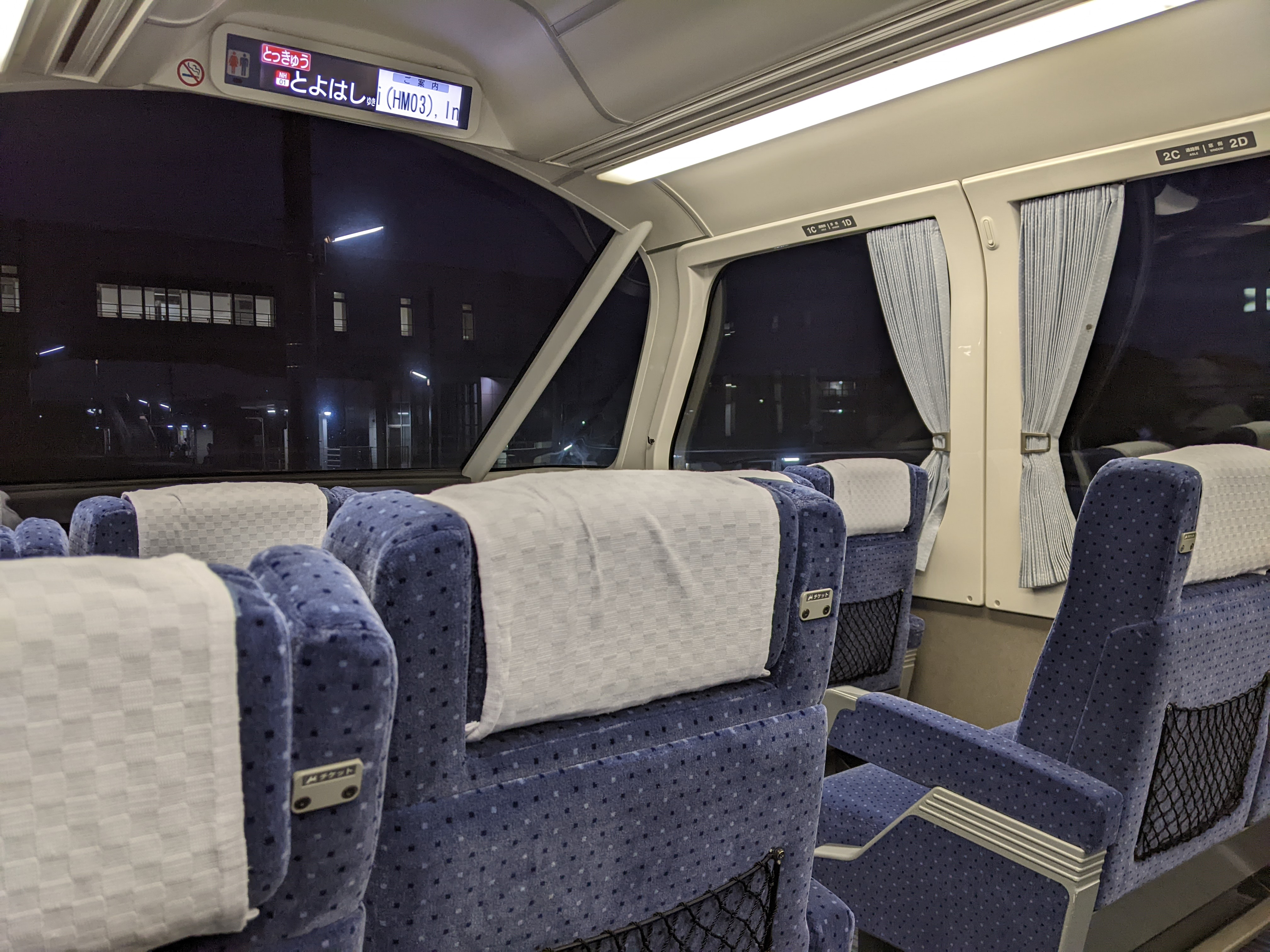
展望席は1号車の先頭に設けられている（新可児駅・2023年1月1日）

全車両が回転式リクライニングシートをシートピッチ1,000 mmで設置、回転機構は手動の他に自動も可能で、終着駅での折返し時間短縮に寄与している。また、編成中1か所（モ1150）にトイレを備える。展望席も同様の仕様だが座席の回転はしない。
旅客用案内装置として、デッキと客室の境にLED表示器を設置しており、列車種別や停車駅、走行中はアニメーション付きの列車速度表示、中日新聞によるニュース、名鉄からのお知らせなどを流している。ニュースなどのデータ更新は主要駅に設置されているデータ転送装置から受信する。また、ラジオの受信が可能で、屋根上にはそのアンテナが設けられている。このほかに登場時はカード式公衆電話と清涼飲料水の自動販売機も設置していたが、いずれも後年撤去された。
登場時はカーテンは赤とクリーム色の縦縞ツートン、客室妻面の化粧板は白色系であった。また、現在も座席のヘッドレストに付く脱着式クッション（枕）は当初は青色で、かつヘッドレストカバーは付けられず露出していた。

### 運転・走行機器
GTO界磁チョッパ制御で、主電動機は定格出力150 kWの直流複巻電動機（TDK8225A・340 V, 490 A, 1,700 rpm）が用いられる。これは5700系や6500系と同じシステムである。歯車比は5700系と同一の82:17 (4.82) で、ブレーキの強化により最高速度は110 km/hから120 km/hに向上した（1990年より実施）。1994年製の1017編成以降はボルスタレス台車を装着し、ユニットブレーキを採用した。
技術的には、同じく電磁直通ブレーキシステムを有する5700系・5300系、5500系、6000系・6500系・6800系、7000系・7700系・7100系、さらには8800系との総括制御（連結）運転が可能である。
一部特別車編成用の車両については、組成変更後1993年（平成5年）までに台車が当初から増圧ブレーキ・ABS対応設計（付随台車も片押し制輪子）のものに交換された。該当車の一部特別車は同様にユニットブレーキを備えた。また、特別車側では増解結を行わないため、前頭の電気連結器は1200系に移設されている。さらにTcに搭載されていたC-1000型電動空気圧縮機も撤去され、1200系に搭載のC-2000型2台で6両分を賄うように変更された。冷房のインバータ制御化に伴い採用されたDC-DCコンバータは、引き続きTcに搭載されている。
警笛には「パノラマカー」7000系以来の伝統であるミュージックホーンを装備するが、空気笛は鉄道線では初の高低2音吹鳴（デュアルトーン）である。
一部特別車編成はのちに中部国際空港アクセス輸送にも使われるようになったため、自動販売機を撤去し、そこと電話室の跡地に荷物置き場が設置された。また、組成変更時に床面がカーペット張りとなり、客室妻面の化粧板が白色系から濃ベージュへと変更された（現在全廃の1017F以降は当初から濃ベージュ）。他には座席のモケットや脱着枕、ヘッドレストカバー、日除けカーテンも登場時より変化している。

### 廃車
「全車特別車」編成は、名鉄の特急政策の見直し（2000系で運行される「ミュースカイ」を除く全ての特急の一部特別車化）により、2007年（平成19年）6月から廃車が始まり、台車などの足回りの機器の一部が新製された5000系（2代）に順次流用された。ダイヤ改正前日の2008年（平成20年）12月26日をもって全車が運用を離脱し、全車特別車編成の廃車により岐阜方の展望席が消滅した。

## 1200系

### 登場までの経緯
1000系は登場当初は単独で運用を組んでいたが、名古屋本線はJR東海との競合区間であることから1990年（平成2年）以降は5000系列・7000系列を一般席車（現：一般車）として連結しての営業運転が実施されていた。しかし、座席指定車（現：特別車）とする1000系は常に4両で一般車より多くなることもあった にも拘らず車両間の通り抜けができないため誤乗が絶えなかったこと、最高速度が110km/hと本系列のみで組成された編成の120km/hより低くなるため所要時間が長くなるなどの理由で、新たな一般車を製造することになった。
48両が落成し、1000系と組み合わせて一部特別車編成とした6両編成12本の陣容となった。この組成の経緯から、トイレの有無など2種類の編成が生まれた（A編成とB編成）。

### 車体
基本設計は1000系と共通しているが、通勤需要を考慮したものとなっており、展望室の省略、デッキの廃止と両開き3ドアの構造となった。側窓は1000系と共通デザインでガラス幅1350mm・間柱幅200mmの独立式固定窓である。扉（d - 乗務員室扉、D - 客用扉）と窓（数字）の配置は先頭車の場合dD2D2D1で、扉間寸法は5860mm（扉幅を除けば4560mm）となり6500系などよりも20cm長い。床面高さは1000系より4cm低い1,110mmだが、窓框高さを4cm上げて765mmとしたため、側窓の縦位置は統一された。車掌台またはトイレのある3号車のみ全長が19.5m級となり、特別車とは逆にオーバーハングが長いため旧・日本国有鉄道（国鉄）の21m級車両と同様に車端の角を面取り状に絞ってある。
前面は、客室からの眺望を考慮した大型曲面ガラス使用の形状で、愛称表示や灯具周りを1000系に似せている。
冷房装置は8800系以降と同形態だが、特別車とともにインバータ制御となった集約分散式で、1000系・1030系と同型式の RPU-4414 だが能力を17,000kcal/h×2に増大し、ロスナイは省略された。

### 内装
座席は転換クロスシートに扉付近収納式補助座席を装備しており、補助座席は車体長が短いこともあって比率が多め（2人掛8脚）となっている。転換クロスシートはセミバケットタイプで吊り下げ式暖房器を装備し、足元スペースも拡大したが、側窓2枚に座席3脚というデザインの関係で窓のピッチと合致しない箇所がある。なお、補助座席は5700系・5300系のものと類似の形状で、席を立っても自動収納されない点が異なっていたが、後に改造され使用しない時は収納されるようになった。先頭車の乗務員室背後のみ2人掛けのロングシートで、1992年以降に落成した車両はその運転台側が車椅子スペースとなっている。
座席のモケットは本系列で初採用となった織物様の紫系で、以降7000系、5700系などの転換クロスシートにも波及した。客室窓の内枠は特別車と同様のFRP製である。客室照明は5700系と同様の埋め込みカバー付きだが、これも特別車と同様に少し中心に寄っている。化粧板は本系列固有の白色系を採用している。床敷物も固有の柄入りダークグリーンとクリーム色のツートンである。
天井は高さ2,150mmだが、両隅（荷棚上方）の丸みがかなり小さく、冷房は補助送風機であるラインデリアからの直接吹き出しをやめて特別車と同じラインフロー（スリットフロー）式となった。ただし扉の上部に冷気攪拌用のラインデリアを装備する。車端部にはLED式車内案内表示装置が設置されている。特別車と一般車の間には床面高さの違いがあり（特別車（1000系）は床面高さは1,150 mm、一般車（1200系）は床面高さは1,110 mm）一般車側の床面（A編成モ1250形（トイレ）、B編成モ1350形（車掌室）のそれぞれ廊下の連結部扉直前）にスロープが設けられている。
4両組成で運用していた1000系を2両ずつに分割して本系列を連結した（1030-1230系は7500系の機器流用）関係で、2・3号車のトイレ・洗面所と車掌室の配置が入れ替わっている編成が9本あり、2号車に車掌室・3号車にトイレと洗面所のある車両はA編成と呼ばれて1200番台、2号車にトイレと洗面所・3号車に車掌室のある車両はB編成と呼ばれて1300番台となっている。1000系・1030系に合わせて車両番号の下2桁は11 - 16・61 - 66・31 - 34・81 - 84となっている。また豊橋方から順に付番する慣例に基づいて、中間車である3・4号車が系列名の1200番台形式となった珍しい例でもある。4・5号車には車掌の車内巡回時にもドア操作が可能なように車掌スイッチが装備されている。

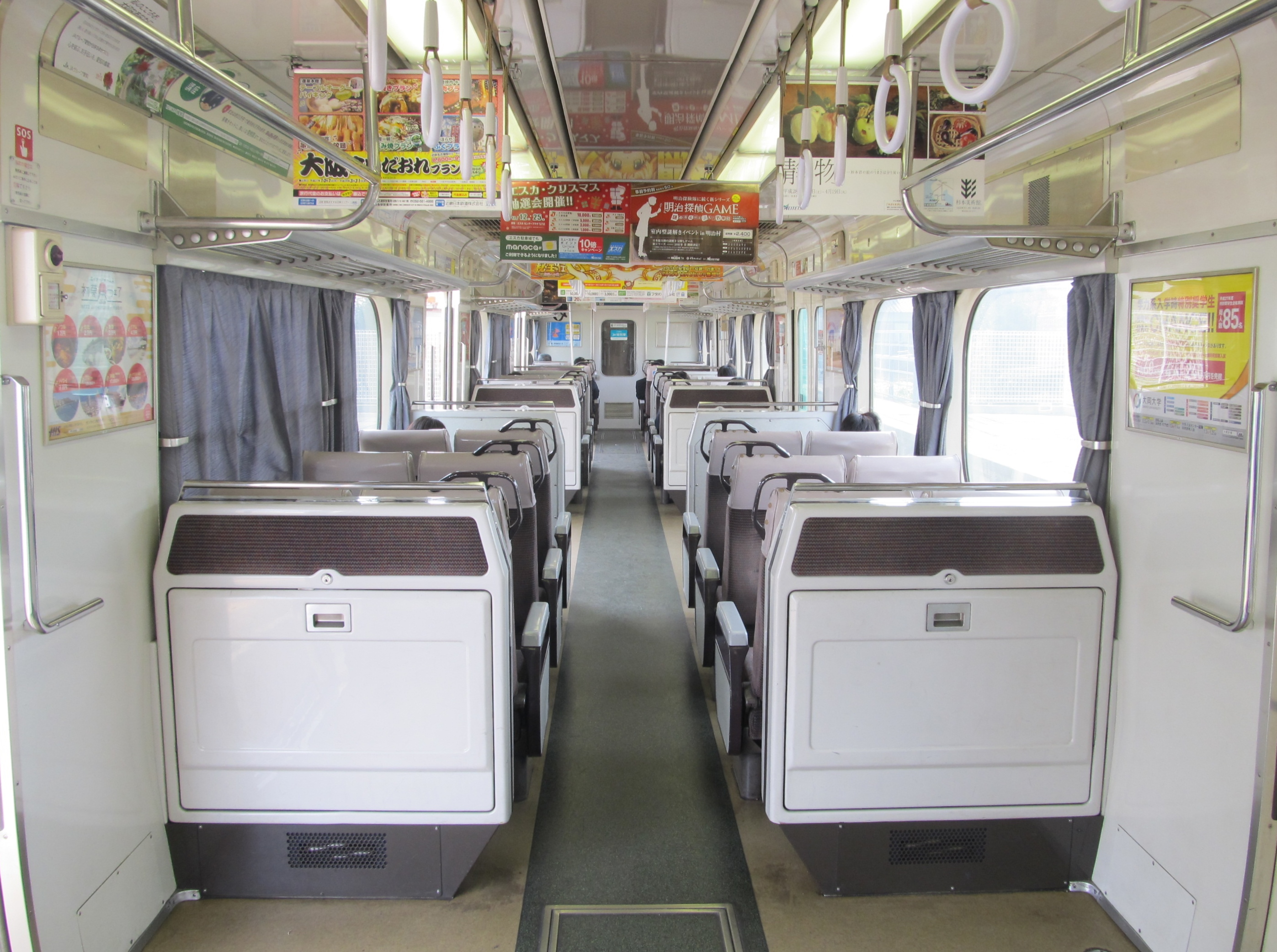
一般車の車内 （写真は1200系と同一インテリアの1230系）
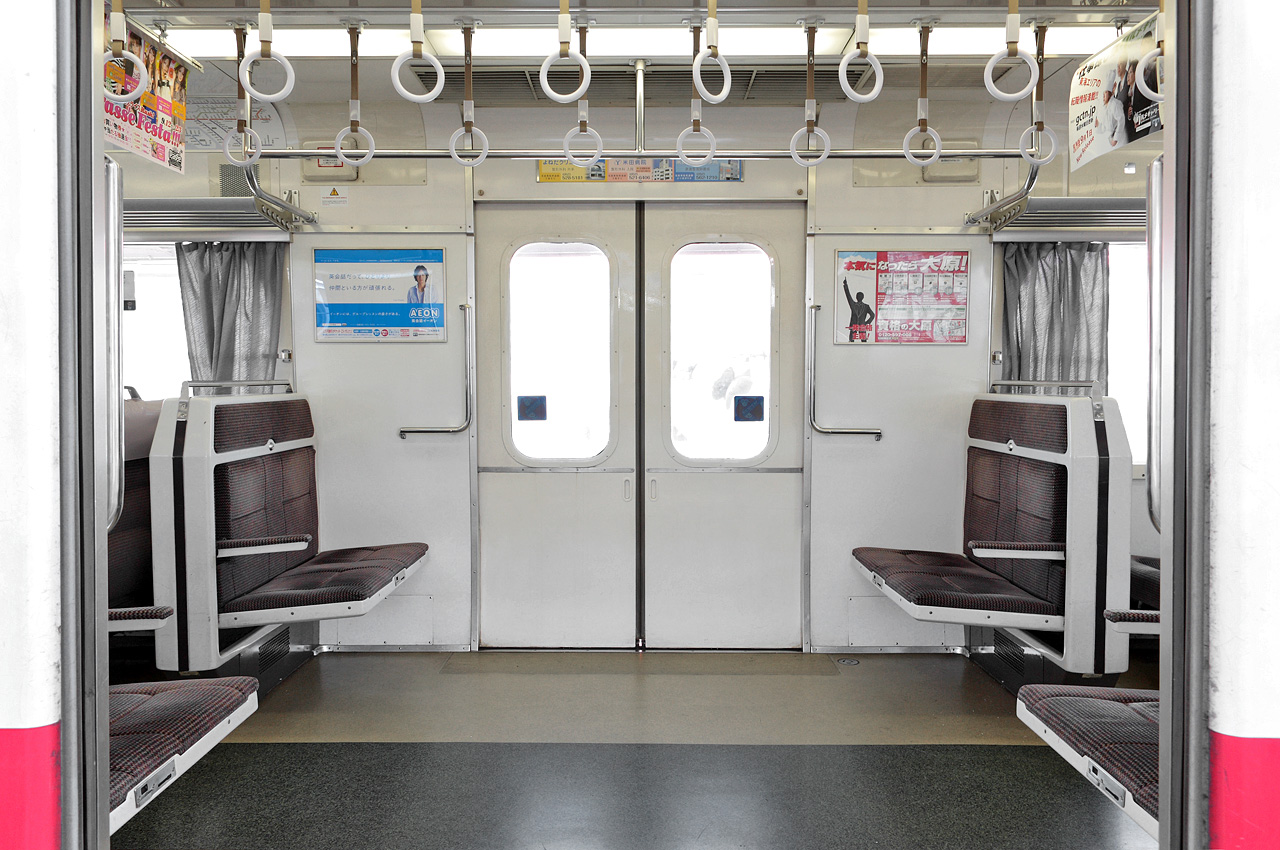
中央扉部の補助席とつり革 補助席と客扉との間隔は5700系より短い（現在はこの状態で固定することはできない）

### 運転・走行機器
車両性能は1000系に準じているが、5700系のような1M車を含まないためMT比は4M2Tで編成出力が高く、起動加速度は2.3 km/h/sと1000系特別車のみの4両組成より若干の向上にとどめたが、高速域の加速力は3500系などと同等となっている。台車は全車でボルスタレス台車が本格採用された。当初は電動台車がSS126系・付随台車がSS026系で、1995年頃にヨーダンパが追加設置され、さらに2004年からは、他系列も含めて電動台車に限り強度を増したSS165系（SS165B・SS165C）へと交換された。補助電源装置は1000系・1030系と同様のDC-DCコンバータ、電動空気圧縮機はC-2000型を採用している。なお、A編成と後述する1030-1230系では、2号車・3号車のM1-M2ユニットの向きが通常とは逆になっている。

## 1800系・1850系
| 1800系（2008年12月28日 木曽川堤駅－黒田駅間）  |  | 1850系（2009年6月7日 鵜沼宿駅－羽場駅間）  |
| 1800系 （2008年12月28日 木曽川堤駅－黒田駅間） |  | 1850系 （2009年6月7日 鵜沼宿駅－羽場駅間） |

名古屋本線一部特別車特急のラッシュ時における一般席増結用車両として、1200系1次車と同時期の1991年に1800系が5本製造された。翌年には廃車された7500系の機器を流用した1850系が3本製造され、さらに1996年に1800系2次車4本が製造され、2両編成12本（24両）の陣容となった。

### 車体・内装
一般車のみで組成した2両編成で一見すると1200系と似ており、基本的な構造は1200系・1230系に準じるが、先頭部の「パノラマSuper」の電照パネルがなく、ミュージックホーンも装備しておらず、ドアの開閉前の注意喚起付きの自動放送や日本語と英語の2ヶ国語対応の自動放送装置も搭載していない。また車内案内表示器において、電車のデザインの内容は1200系と同一であるが、1380系と併結して運用に入ったときのみ、1200系のものから3500系・3700系と同じものとなり、1200系・1230系との併結時にはそれらの編成の自動放送が流れる。

### 運転・走行機器
制御方式は界磁添加励磁制御で、6800系や5700系6両組成の1M車（モ5650形）と同じ方式であり、歯車比は1000系やモ5650形と同じ4.82として120km/h走行にも対応している。限流値を上げて起動加速度を2.2 km/h/sとし、1200系と極力足並みを揃えた。補助電源装置は1000-1200系と異なり、当時標準のSIV（70kVA）をク1800に搭載する。その関係で冷房装置も1230系・1850系等の他系列と同様の稼働率制御（型式 RPU-4013）となっている。
一般席増結用車両にも、後述する1230系のように7500系の走行用機器を一部に使った編成が存在しているが、これらは1850系と呼ばれている。機器の流用元は7500系のうち運転台付き中間車7566・7665を挟んでいた7515Fである。制御装置は1230系と同じ他励界磁制御で、補助電源装置も1230系と同じMGをモ1850に搭載する。冷房装置も1230系・1800系等の他系列と同様の稼働率制御（形式 RPU-4013）となっているが、本系列では限流値を下げて加速度を1800系と同じ2.2 km/h/s・歯車比は1000-1200系・1030-1230系と1800系やモ5650形と同じ4.82として120km/h走行にも対応している。

### 廃車
1850系は2両編成3本が在籍していたが、1853Fは2015年（平成27年）6月3日に名古屋本線岐南駅で電源喪失によるオーバーラン事故を起こしたため、翌4日から3編成全てが運用を離脱し休車となった。その後、この事故の原因が特定されたため、同年7月8日に1851F、1852Fの2編成は運用に復帰したが、1853Fは事故の当該車両であったこともあり、国土交通省中部運輸局から証拠保全命令が発出され、犬山検査場新川検車支区で休車留置が続いていた。最終的に1853Fは営業運転に復帰することなく、2016年（平成28年）1月12日付で廃車となった。
その後、1852Fが同年8月22日付で廃車され、以降は1851Fの1編成のみが在籍していたが、これも2019年（平成31年）3月4日に5700系5703Fと共に廃車回送され、1850系は形式消滅となった。

## 1030系・1230系
本系列は、一部指定席（現・特別車）特急の編成不足を補うため、1992年10月に廃車された7500系の機器を流用して製造された車両である。6両編成4本（24両）が落成した。

### 車体
1000系‐1200系とほぼ同一の車体であるが、屋根上のパンタグラフの設置車両やラジオアンテナの位置（1000系・1200系が2号車に対し3号車に設置されている）など細部は異なる。内装も1000系・1200系に準ずるが、トイレ・洗面所、車掌室の設置位置は使い勝手の良さから1200系B編成に準じるため、車両番号は1100・1300番台となっている。

### 運転・走行機器

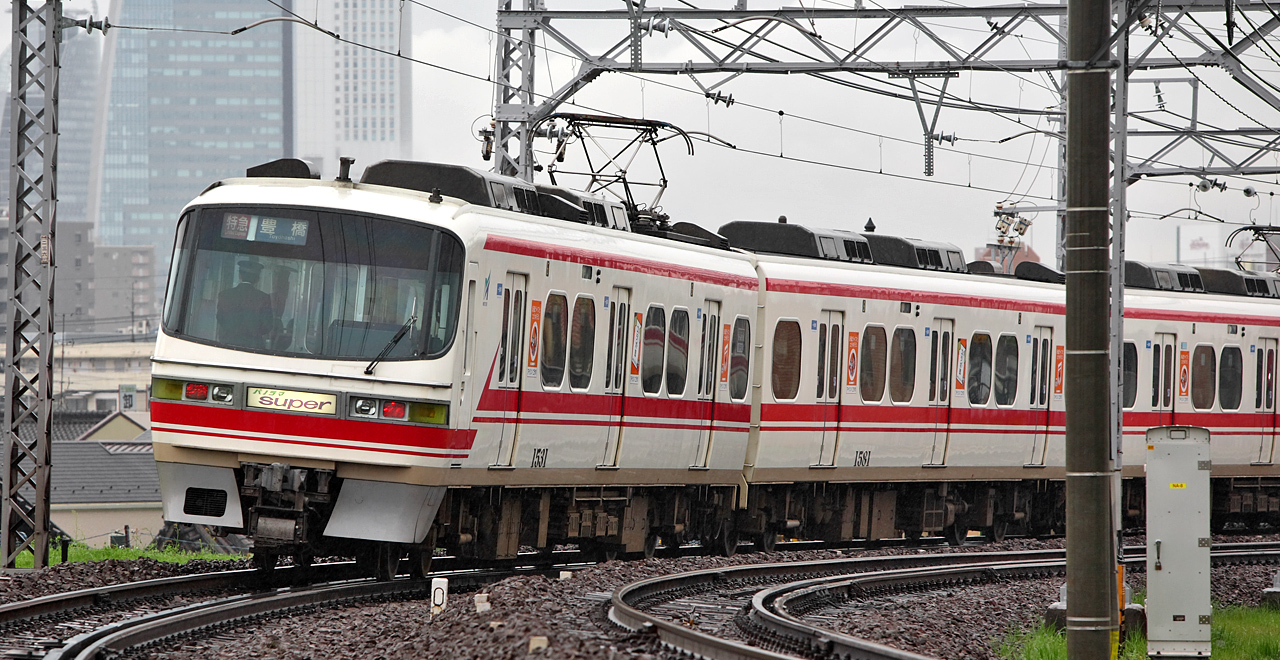
名鉄1230系
先頭車両屋根上にパンタグラフがある

1000系・1200系は電動車 (M) 4両と付随車 (T) 2両からなる組成であるのに対し、この3本は全車両が電動車となっている。
1230系の制御方式は7500系と同じ他励界磁制御で、ブレーキは回生併用電磁直通空気ブレーキ、モーターは75kW（340V・245A・2,400rpm）の直流複巻電動機、MGを流用しているため冷房装置は1800系・1850系と同じRPU-4013（15,000kcal/h）である。1030系については補助電源装置がMG（電動発電機）から1000系・1200系と同様のDC-DCコンバータに変更されたため、他励界磁制御装置はGTOサイリスタを利用したものが新製されたことで界磁チョッパ制御となり、冷房装置も1000系・1200系と同じRPU-4414（15,000kcal/h）となっている。歯車比は7500系の4.93から1000系と同じ4.82へとわずかに変更されている。回生ブレーキは、常に8台の電動機を直列に接続して使用する。そのため、100 km/h以上の高速域では端子電圧と弱め界磁率の制限から回生ブレーキ力が絞られ、低速側での打ち切り速度も定格速度に比例して約50km/hと高い。惰行時についても回生ブレーキに備えて電動機が直列に接続されて待機する。また再力行は直列段から順に起動をするため、惰行制御力が落ちる。弱め界磁起動で出始めはスムーズだが、抵抗制御段数が少なく中途加速が少し粗いという性質も7500系から受け継いでいる。営業最高速度は120km/h、設計最高速度は動力性能上は7500系とほとんど変わらない ものの、低床構造ではない上に1000系・1200系と同様の増圧ブレーキとユニットブレーキを新設したため、130 km/hとされている。
1000系との差異は上記の他には、
- 特別車ユニットの台車（1030系はボルスタレス台車：型式は当初SS 126C → SS 165Cへ交換）
- 偶数号車海側床下の主抵抗器が薄型で、レール面との隙間が大きい
- 特別車先頭下部スカートにあるグリルの付いた開口部（空気笛）とラジオアンテナならびに車掌室の関係：1030-1230系では開口部が正面から向かって右にあるとラジオアンテナと車掌室の位置が一般車側（3号車）、1000-1200系（B編成）では開口部が左にあれば車掌室の位置が一般車側（3号車）・ラジオアンテナの位置が特別車側（2号車）。1000-1200系（A編成）はその逆で開口部が右・ラジオアンテナと車掌室が2号車にある。なおこの開口部は本来の正規向きではすべて山側にあるもので、現用車両では方向転換を受けたク1100形とモ1700形のみが例外となる。

などが識別点である。
機器の流用元は1131Fが7500系7523Fで、1132Fが7517F、1133Fが7521F、1134Fが7519Fである。

### 改造
1030系はのちに1000系と同様の中部国際空港アクセス輸送にも使われるようになったため、自動販売機と電話室を撤去した跡地に荷物置き場を設置した。台車も1995年頃にヨーダンパが追加設置され、2004年からは他系列を含めて強度を増したSS165系（SS165B・SS165C）に1131Fはモ1381の補助電源装置がMGから1800系と同じSIV（2代目3300系の廃車発生品）にそれぞれ換装されている。

### 廃車
6両編成4本が在籍していたが、1134Fは2002年の衝突脱線事故で特別車2両が廃車となり、残る一般車4両は格下げされて次項の1380系となった。同編成は元々予備車確保のための増備車だったことから、この事故廃車に伴う代替新造は行われていない。
その後、2200系3次車の置き換えに伴い2015年より廃車が開始され、1133Fが2015年7月に、1132Fが2016年7月に廃車となり、2017年4月時点で1131Fのみ在籍していた。同編成は1200系リニューアル工事期間中の補充編成として運用されていたが、リニューアル工事完了や2200系の増備に伴い2019年3月に廃車となり、形式消滅した。

## 1380系
| 1380系（2008年6月11日 / 鵜沼宿 - 羽場）  |  | モ1384号の運転台接合部改造種車の台枠寸法に合わせたため、1200・1800系に比べ乗務員扉と客扉の間が広い。（2008年4月15日 / 神宮前駅）   |
| 1380系 （2008年6月11日 / 鵜沼宿 - 羽場） |  | モ1384号の運転台接合部 改造種車の台枠寸法に合わせたため、1200・1800系に比べ乗務員扉と客扉の間が広い。 （2008年4月15日 / 神宮前駅） |

2002年9月26日、名古屋本線奥田駅 - 大里駅間を走行していた1030系・1230系1134Fが、踏切から進入して線路上を走行していた自動車と衝突し脱線した（名古屋鉄道踏切衝突脱線事故）。当該編成のうち、特別車部分（1030系）2両は損傷が激しかったため廃車されたが、比較的損傷が少なかった岐阜方の一般車4両（1230系）は、豊橋方のモ1384に運転台を新設し、新たな4両固定編成を組成して運用に復帰した。1000系／1200系および1030系／1230系の増結用とされる1800系・1850系とは異なり、特急運用には入らず単独で普通運用に就いていることから、一般に豊橋方先頭車の形式称号をもって1380系と呼称されている。
3代目3300系の増備に伴い、2015年9月14日付で廃車となり形式消滅した。

### 車体
モ1384に新設された運転台はモ1134から流用したもので、基本的に1230系と同一の構造である。この運転台部分はもともと車掌台が設置されていた関係で、ドアまでの距離が元からの先頭車よりも950 mm長くなっている（車両全長も同じだけ長い19,850 mm）。
格下げに伴い塗色は赤一色となり、先頭部の「パノラマSuper」表示は撤去された。なお、長年名鉄の象徴であった「赤い電車」は、特急車以外では本形式が最後となった。

### 内装
基本的に1230系と同じく、片側3ドアの転換クロスシートである。一部特別車特急では4号車が弱冷房車に設定されていることは前記したが、本系列の元4号車→現2号車は弱冷房車の設定は取り消され、それを示すステッカーも撤去された。なお、運転台を設置したモ1384には元・車掌台の次位に窓と転換クロスシートが設置されていたが、運転台の設置に伴い空間が縮小したため 窓は埋め込まれ、客室内は運転室に向かって右側が3人掛けロングシート、左側が車椅子スペースとされた。また、仕切り壁の窓のうち運転席背面の1枚だけが青色の着色ガラスとなっている。
車内案内表示器の速度計機能において表示される電車のデザインは、1200系のものから3500系・3700系と同じものに変更されている。また、モ1384の空気笛は廃車となったモ1134の装置が流用されている。デジタル式の号車番号表示器は、7000系・5700系などの他系列（5000系と1800系を除く）と併結した時に号車番号の認識ができないことから非表示とする処理が施されていたが、5000系登場の際に再び表示されるようになった。

### 運転・走行機器
ブレーキ増圧システムを使用停止としたため最高速度は120km/hから110km/hに変更されたが、5000系登場の際に120km/hに戻された。
補助電源装置は2005年（平成17年）1月に2代目3300系の廃車で発生した1800系と同一品のSIVに交換され、台車も2004年に1000系1017F-1021F同様のSS165Fに交換されている。また、電動空気圧縮機は、モ1384にC-1000型が新規に搭載されたが、モ1584は従来のC-2000型のままで、同一編成内に2種類が混在している。

## リニューアル工事

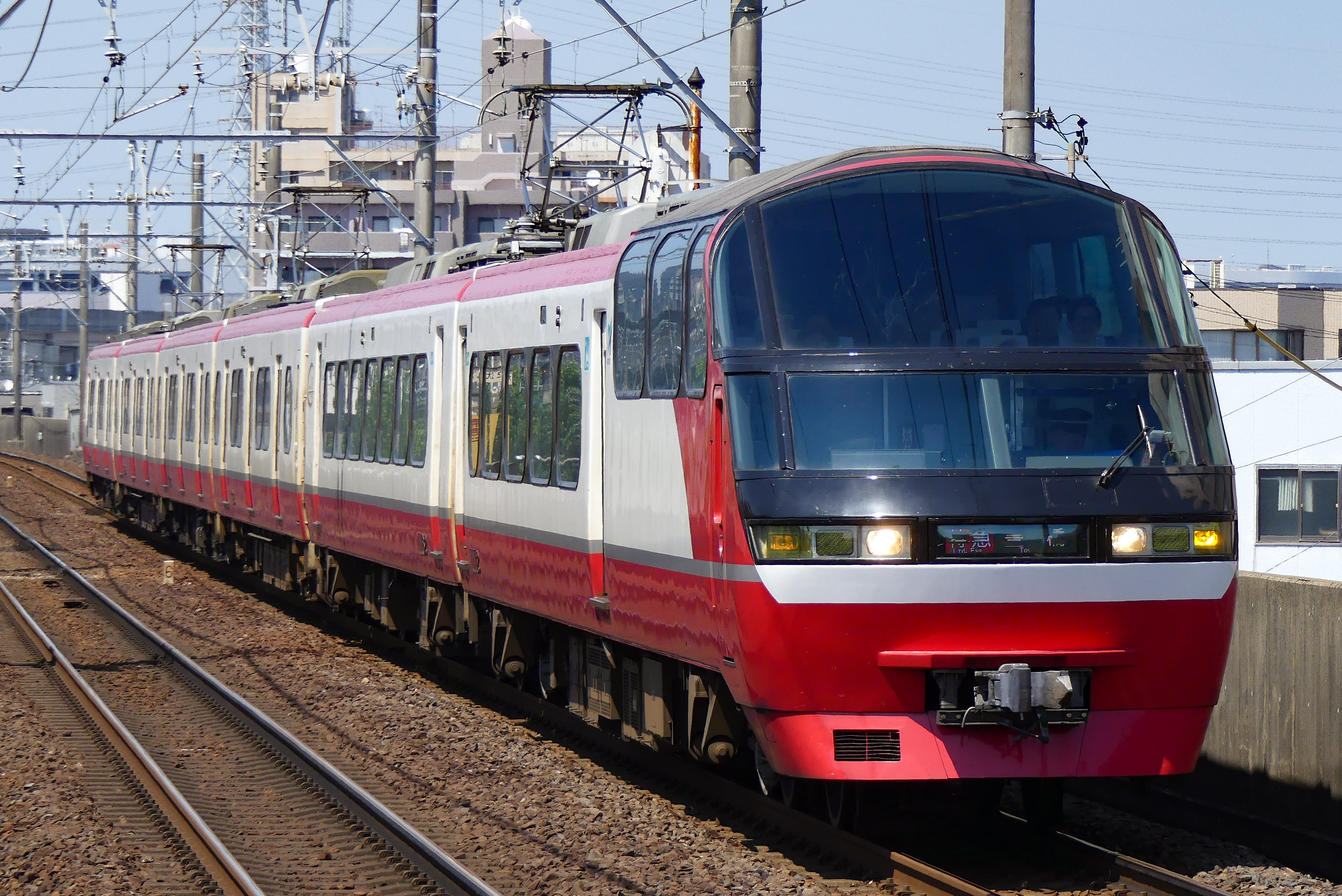
1200系リニューアル車（特別車側）
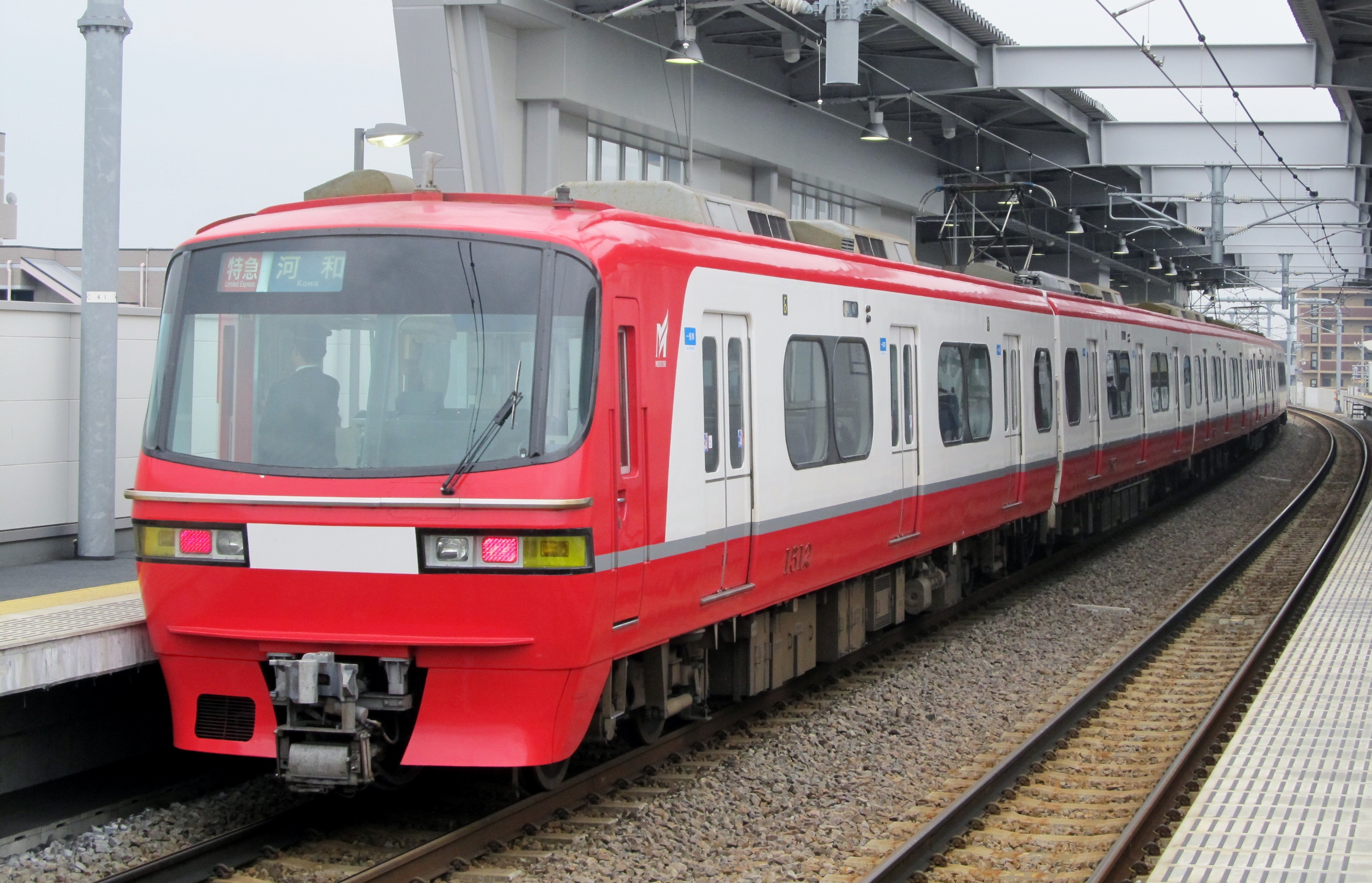
1200系リニューアル車（一般車側）
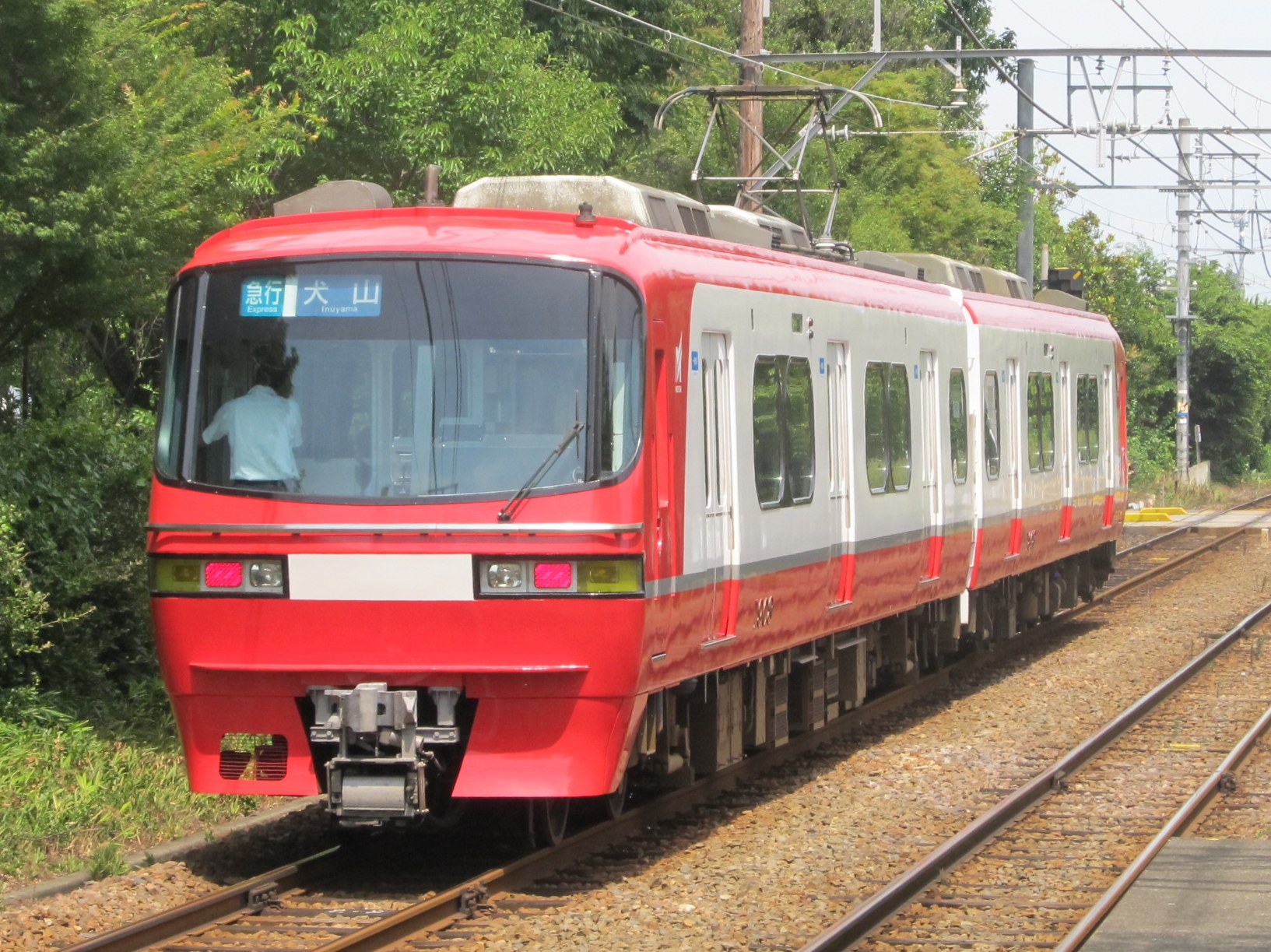
1800系リニューアル車

1000系・1200系・1800系は2015年（平成27年）度設備投資計画において、リニューアル工事の実施が発表された。内容は客室内の改装、トイレの洋式化などで、カラーリングも2200系に近いものへ変更された。リニューアル工事の最初の編成は1112Fで、2015年8月22日に舞木検査場で記念撮影会が行われた。
特別車は「パノラマsuper」のヘッドマークが外され、ヘッドマーク部にはLED行先方向表示器が取り付けられたが、車両愛称自体は車内案内などで引き続き用いている。一般車側の「パノラマsuper」のパネルも外され、該当箇所は白く塗装されている。また、今回のリニューアルを機に編成全体の総称を「1200系」とした。
一般車は座席モケットが300系以来の柄となり、2200系と仕様が統一されたほか、3号車豊橋方（特別車に隣接する区画）の転換クロスシート席を撤去して車椅子スペースを確保、A編成は2人掛け、B編成は3人掛けのロングシートをつけている。また、放送設備も自動化されている。A編成の3号車はトイレスペースを拡大した関係で豊橋方の窓が埋められ、客室長も短縮された。
年間3編成ペースで更新改造が行われ、2018年までに更新工事が完了した。更新車両は約15年程度の使用年数を考慮している。

## 運用

### 1000系4両編成
このタイプは全車特別車と呼ばれ、2本の編成を連結した8両編成での運用もあった。名古屋本線や犬山線といった幹線区間のほか、西尾線・尾西線・津島線・河和線などのローカル線区でも定期運用に充当され、空港線や三河線には臨時列車などでの入線実績があるなど、名鉄の多くの線区を走破した。2008年（平成20年）12月を最後に全車両が運用を離脱し、1001Fと一部特別車に組成された1011F - 1016F以外の車両は5000系へ改造された。以下、最末期の運用状況を記す。
- 広見線・犬山線・知多新線系統の特急
  - 新可児駅 - 犬山駅 - 名鉄名古屋駅 - 太田川駅 - 富貴駅 - 内海駅
- 犬山線・豊川線系統の特急
  - 新鵜沼駅  - 名鉄名古屋駅 - 国府駅 - 豊川稲荷駅

### 1000-1200系A・B編成、1030-1230系
このタイプは一部特別車と呼ばれ、2023年現在は以下の線区で特急列車として運用されている。かつては一部特別車特急の運行線区が限られていたため、運用は長らく名古屋本線に限定されていたが、一部特別車特急の運行範囲拡大により2005年1月29日からは常滑線と空港線で、2007年6月30日からは犬山線・広見線・河和線・知多新線での運行が開始された。2008年6月29日からは西尾線でも朝夜に各1本運行されている。イベント時には各務原線にも入線することがある。2021年5月1日〜5日及び8日と9日、7月22日～25日には、通常は2200系で運行する空港発着の特急列車3往復を1200系に差し替えて運行した。
2024年3月16日ダイヤ改正以降の運用路線
- 名古屋本線：全線
- 常滑線：神宮前駅 - 太田川駅間
- 河和線：全線
- 知多新線：全線（1日1往復のみ）
- 犬山線：全線
- 津島線・尾西線：須ヶ口駅 → 津島駅 → 佐屋駅間（平日夜間3本のみ）

折り返しや送り込みの関係で急行、準急や普通として運用されることもあるが、特別車には乗車できない。なお、両者は共通運用とされる。現在でも事故などによりダイヤが乱れた際には、空港線や豊川線に入線することもある。

### 1800系・1850系

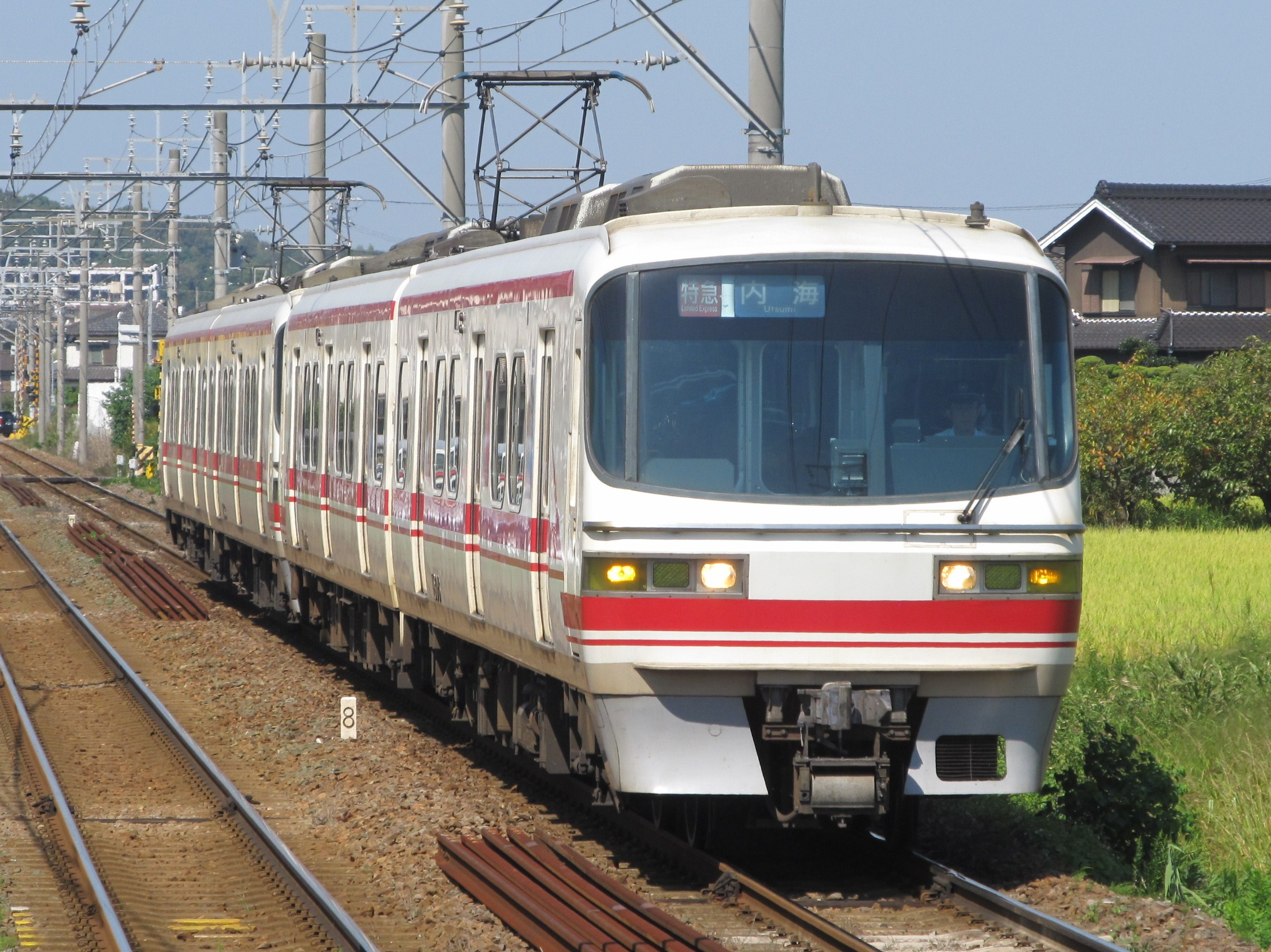
全車一般車特急に充当された1800系（1850系）2+2編成

一部特別車編成の6両に本系列2両を連結した8両編成で上記の線区で特急運用に使われる。ただし、同じく以下の線区で単独もしくは2本繋げた4連で急行または普通で運用される。
- 名古屋本線（名鉄岐阜駅 - 神宮前駅間）
  - 竹鼻線・羽島線
- 犬山線
- 常滑線（神宮前駅 - 太田川駅間）
  - 河和線
  - 知多新線

2011年3月のダイヤ改正以降、本系列2両を連結した4両編成による全車一般車特急が1往復割り当てられていた が、2015年6月20日の運用変更で3100系または3150系による運用に入れ替わった。
かつては尾西線北端部、広見線末端部、三河線（海線）での運用や、3本つなげた6両編成での急行運用もあった。また、同じく線区で特急運用に使われている3100系・3150系・9100系系列とは完全に運用が分けられており、朝ラッシュから夜ラッシュまでの本線急行・準急運用には入らない。また、2020年3月16日に初めて蒲郡線に団体列車で入線した。5000系とは連結が可能で、定期運用は組まれていないもののまれに行うことがある。空港線でも2023年現在定期運用はないが、イベント列車などとして入線したことがある。2023年3月のダイヤ改正ではワンマン化により各務原線での定期運用が消滅した一方、平日日中の河和 - 新鵜沼間に2本繋げた4連での急行運用が設定された。2024年3月のダイヤ改正では広見線でもワンマン化により定期運用が消滅した。

### 1380系
1000系・1200系や1800系系列とは完全に運用が分けられており、特急運用には入らない（ただし、特急の代走運用に入ることは可能）。以下の線区で急行や普通として運用されていた。
- 名古屋本線 （名鉄名古屋駅 - 東岡崎駅）
- 犬山線
  - 各務原線

登場当初は犬山線と名古屋本線の一部区間での限定運用となっていたが、徐々に走行路線は増えつつあり、これまで各務原線、津島線・西尾線系統の列車に充当されてきた。かつては広見線での運用が主体だった時期もあった。常滑の花火大会開催時に常滑線・空港線を経由して中部国際空港駅に1800系を連結して運用に入ったことがある。なお、突発的な臨時運用として、名古屋本線豊橋駅や知多新線まで乗り入れた実績がある。5000系、1800・1850系、5700・5300系とは連結が可能。2011年3月ダイヤ改正以降しばらくは豊明駅留置の予備車となっていたが、4月下旬に定期運用が復活し、平日は主に広見線のほか東岡崎駅-犬山駅間の普通、各務原線で運用され、日中および休日は基本的に各務原線のみで運転されていた。

### 沿革
1988年（昭和63年）：4両組成9本 (1001F - 1009F) が登場。新岐阜（現・名鉄岐阜） - 豊橋間特急で運転開始。
- このころ、極めて例外的な措置だが豊橋駅から特急として折り返すため、国府または伊奈→豊橋間で朝間2・3本の急行に使われ、現在の「特別車」である車両に料金なしで乗車することができた。2021年現在では、一部の列車でのみ特別車に乗車できるが、基本は乗車できない。

1989年（平成元年）：4両組成3本 (1010F - 1012F) を増備。新岐阜 - 西尾間と新鵜沼 - 河和・内海間の一部列車でも運転開始。
- 金山駅が東海旅客鉄道（JR東海）中央本線・名古屋市営地下鉄駅の近くに移転し、また名古屋市内で世界デザイン博覧会が開催された年である。このための輸送増強用として新岐阜 - 西尾間の特急を設定した。
- 2次車では、1次車にあった座席の置き枕がカバーに変わった。

1990年（平成2年）：4両組成4本 (1013F - 1016F) を増備。名古屋本線で座席指定車に特別料金の不要な一般席車を連結した一部指定席特急が運転開始。
- 最初は1000系の4両固定編成にパノラマカーや5700系などの従来車両を料金不要の一般車として連結した。
- 名古屋本線で120km/h運転を開始。
- 1000系にも増圧ブレーキが設置され、早速1000系のみで組成された編成に限り速度向上が実施された（新名古屋 → 豊橋で1分短縮）。7000系や5700系など120km/h非対応車を連結した列車では、最高速度は110km/hのままで、この時点ではまだ大幅な所要時分の短縮はない。

1991年（平成3年）：一部指定席特急のスピードアップ。列車の走行中にも指定席車と一般席車とを往来できるように一般車用の1200系と増結用の1800系が登場する。
- この編成に改造されたのは1990年製造の1013F - 1016Fである。この時の編成替えは枇杷島分岐点のデルタ線（三角線とも呼ばれる）で行われた。
- 1200系の車両番号の下2桁はこの1000系の下2桁に合わせてある。また1100番台車が先頭車となる編成は1000番台車の車両番号に全車+100となっている。

1992年（平成4年）：さらに一部指定席特急編成を増やすため、1200系を増備した。1011F・1012Fも一部指定席特急編成となる。1030系・1230系・1850系が登場。
1994年（平成6年）：再び全車指定席車の4両組成、1017F - 1019Fが新製される。
- この年の7月26日に名古屋鉄道創業100周年を記念し、1007編成に一般公募によるデザインをペイントした「ブルーライナー」を運転開始。青の地色に車体の下り向き左側には犬山カルチャーゾーン（日本モンキーパーク・博物館明治村・リトルワールド）が、右側には南知多ゾーン（南知多ビーチランド・内海フォレストパーク）が描かれ、人気を博した。また、ミュージックホーンを名鉄イメージソング「しなやかな風」に変更した。その後1997年10月に元の塗装に戻された[注 18]。

1996年（平成8年）：一般車で最後の増備車、1806F - 1809Fが新製される。ラッシュ時の名古屋本線特急をほぼすべて8両化する。
1997年（平成9年）：1000系最後の増備車、1020F・1021Fが新製される。
- この年に名古屋本線の特急はスピードアップが極限に達し、最速で名豊間47分・名岐間23分にまで短縮した。その後はJR東海とのシェア獲得競争よりもきめ細かな停車サービス重視の政策に転換し、1999年には名豊間48分（知立停車）・名岐間24分（国府宮停車）へと延びた[注 19]。

2002年（平成14年）：1134Fが衝突脱線事故により使用不能となる。
- 1134Fのうち破損が大きい特別車のモ1134とモ1184が廃車され、残された1230系の一般車4両は1380系に改造される。

2005年（平成17年）：1000系（特別車）の側面種別・行先表示器を従来の幕回転式から三菱電機製オーロラビジョンR-STAYへ変更。ただし、連結されている1200系（一般車）については幕回転式で存置。空港線開業に伴い一部特別車編成が同線や常滑線での運行を開始。開業初日、1016F編成が豊橋発空港行き1番列車に使用された。
2006年（平成18年）：1200系一部特別車編成に客用扉が閉まる直前に「ドアを閉めます、ご注意ください」の自動アナウンスを装備する編成が登場した。通勤車のドアチャイムに相当するもので、順次1000系全車特別車編成を含めた全車両に装備された。
- 9月29日：2007年夏以降「ミュースカイを除き、快速特急・特急を『一部特別車』に統一」と発表した。このため1000系のうち特別車のみで組成される15本が2009年度までに全廃されることが発表された。2007年度は4本が廃車となり、その主要機器を流用して同数の通勤形車両・5000系（2代）[注 20]が製造された[注 21]。

2007年（平成19年）
- 2月24日：名鉄と犬山市のタイアップキャンペーン「『本物』を求めて、犬山へ。」に合わせて1005Fにラッピングが施され、「犬山時代絵巻号」として同年5月31日まで運行される。
- 6月30日：この日のダイヤ改正で1200系が犬山線・河和線などで運転を開始。同時に1000系全車特別車編成のうち4本が休車状態となり、5000系新造への機器確保のための廃車が本格化する。
- 9月20日：名鉄と半田市のタイアップキャンペーン「おもてなし半田キャンペーン」に合わせて1018Fにラッピングが施された。
- 10月28日：航空自衛隊岐阜基地で航空祭が開催されるのに合わせ、新鵜沼発着列車の一部を各務原線三柿野発着に延長。これにより、この日のみではあったが1200系が各務原線に入線。

2008年（平成20年）
- 6月29日：1200系が西尾線の朝・夜間の列車で運行を開始。
- 7月8日：1000系がデビューして20周年を迎えるのに合わせ、1001Fに特製イラスト板が掲出された[19]。
- 12月27日：同日実施のダイヤ改正により、全車特別車編成（4両組成×7本）が基本運用から離脱した[20]。このうち、1001Fは20周年記念特製イラスト板を装着したままの最終運行となった。
- 12月28日：1380系・1384Fの回送列車が名古屋本線・栄生駅で入替信号機誤認により、転換中の分岐器上で脱線事故を起こす。

2009年（平成21年）
- 1月6日：1384Fが運用復帰。
- 4月18日：1000系全車特別車編成 (1001F) のさよなら運転が20周年記念特製イラスト板を装着したまま舞木検査場 - 豊明間で実施された[21]。このイベントは「ありがとうパノラマカー 特別企画」として実施されたもので、舞木検査場から豊明までの復路に充当された（往路は7000系7011Fを充当）。先頭車の前面左側には「B4 Final Run さよなら1001F」と表記された特製ヘッドマークが装着された。運転終了後は豊明駅で撮影会が実施された。このイベントは予想を上回る応募者があったため、キャンセル待ちの応募者を対象に4月19日にも実施され、当日は7000系7011Fが豊明 - 舞木検査場間を1往復した後、豊明駅で1001Fの撮影会を実施した。

2012年（平成24年）：車体連結面転落防止幌の取付工事を開始。2016年4月現在は1000・1200系では1011F - 1016Fと1111F - 1116Fに、1030・1230系では1131Fと1380系1384Fに、1800系では1801F・1803F - 1809Fにそれぞれ行われている。
2022年（令和4年）
- 8月6日：犬山線開業110周年に合わせ、1200系を利用した記念系統板掲出列車が新鵜沼⇔豊橋間で1往復運行された[25][26]。

## 編成表
2008年末時点の車両番号を基本として記載する。以降の変遷については備考欄を参照されたい。先述の通り、1991年から1992年にかけて1000系2次車・3次車4両編成6本を分割し、新造された1200系48両とともに各6両の1000系-1200系A編成6本・B編成6本としている（表中の黄地・水色地）。2002年には、6両編成であった1134Fのうち特別車2両を廃車して一般車のみの1380系4両編成としている（表中の緑地）。
凡例Tc…制御車、Mc…制御電動車、M…電動車、T…付随車
Chop…制御装置（界磁チョッパ制御）(1800系は界磁添加励磁制御)、Cont…制御装置（他励界磁制御）
DC-DC…補助電源装置（DC-DCコンバータ）、SIV…補助電源装置（静止形インバータ）、MG…補助電源装置（電動発電機）
CP…電動空気圧縮機、PT…集電装置
| [ 9 ]    | ← 豊橋岐阜 → | ← 豊橋岐阜 → | ← 豊橋岐阜 → | ← 豊橋岐阜 → | 製造次数 | 落成日    | 廃車日       | 機器・台車 転用先 |
| 形式     | ク1000       | モ1050       | モ1150       | ク1100       | 製造次数 | 落成日    | 廃車日       | 機器・台車 転用先 |
| 区分     | Tc1          | M2           | M1           | Tc2          | 製造次数 | 落成日    | 廃車日       | 機器・台車 転用先 |
| 車両番号 | 1001         | 1051         | 1151         | 1101         | 1次車    | 1988/6/2  | 2009/6/12    |                   |
| 車両番号 | 1002         | 1052         | 1152         | 1102         | 1次車    | 1988/6/9  | 2009/5/8     | 5006F             |
| 車両番号 | 1003         | 1053         | 1153         | 1103         | 1次車    | 1988/6/9  | 2007/09/10   | 5003F             |
| 車両番号 | 1004         | 1054         | 1154         | 1104         | 1次車    | 1988/6/16 | 2009/3/24    | 5007F             |
| 車両番号 | 1005         | 1055         | 1155         | 1105         | 1次車    | 1988/6/16 | 2007/8/14    | 5002F             |
| 車両番号 | 1006         | 1056         | 1156         | 1106         | 1次車    | 1988/6/23 | 2007/11/6    | 5005F             |
| 車両番号 | 1007         | 1057         | 1157         | 1107         | 1次車    | 1988/6/23 | 2009/2/2     | 5008F             |
| 車両番号 | 1008         | 1058         | 1158         | 1108         | 1次車    | 1988/6/30 | 2007/7/2     | 5001F             |
| 車両番号 | 1009         | 1059         | 1159         | 1109         | 1次車    | 1988/6/30 | 2007/10/16   | 5004F             |
| 車両番号 | 1010         | 1060         | 1160         | 1110         | 2次車    | 1989/6/7  | 2009/1/10    | 5009F             |
| 車両番号 | 1011         | 1061         | 1161         | 1111         | 2次車    | 1989/6/14 | 1200系併結へ |                   |
| 車両番号 | 1012         | 1062         | 1162         | 1112         | 2次車    | 1989/6/14 | 1200系併結へ |                   |
| 車両番号 | 1013         | 1063         | 1163         | 1113         | 3次車    | 1990/7/25 | 1200系併結へ |                   |
| 車両番号 | 1014         | 1064         | 1164         | 1114         | 3次車    | 1990/8/1  | 1200系併結へ |                   |
| 車両番号 | 1015         | 1065         | 1165         | 1115         | 3次車    | 1990/8/8  | 1200系併結へ |                   |
| 車両番号 | 1016         | 1066         | 1166         | 1116         | 3次車    | 1990/8/8  | 1200系併結へ |                   |
| 車両番号 | 1017         | 1067         | 1167         | 1117         | 4次車    | 1994/6/29 | 2007/12/24   | 5010F             |
| 車両番号 | 1018         | 1068         | 1168         | 1118         | 4次車    | 1994/7/4  | 2008/1/22    | 5011F             |
| 車両番号 | 1019         | 1069         | 1169         | 1119         | 4次車    | 1994/7/4  | 2009/5/26    | 5012F             |
| 車両番号 | 1020         | 1070         | 1170         | 1120         | 5次車    | 1997/4/1  | 2007/12/10   | 5013F             |
| 車両番号 | 1021         | 1071         | 1171         | 1121         | 5次車    | 1997/4/1  | 2009/4/20    | 5014F             |
| 搭載機器 | DC-DC,CP     | Chop,PT      | PT           | DC-DC,CP     |          |           |              |                   |

| [ 9 ]    | ← 豊橋岐阜 → | ← 豊橋岐阜 → | ← 豊橋岐阜 → | ← 豊橋岐阜 → | ← 豊橋岐阜 → | ← 豊橋岐阜 → | 1200系 製造次数 | 1200系落成日 | リニューアル工事施工 |
| 形式     | ク1000       | モ1050       | モ1250       | サ1200       | モ1450       | モ1400       | 1200系 製造次数 | 1200系落成日 | リニューアル工事施工 |
| 区分     | Tc1          | M2           | M1'          | T            | M2'          | Mc1          | 1200系 製造次数 | 1200系落成日 | リニューアル工事施工 |
| 車両番号 | 1011         | 1061         | 1261         | 1211         | 1461         | 1411         | 2次車           | 1992/10/14   | 2019/2/27            |
| 車両番号 | 1012         | 1062         | 1262         | 1212         | 1462         | 1412         | 2次車           | 1992/10/23   | 2017/9/12            |
| 車両番号 | 1013         | 1063         | 1263         | 1213         | 1463         | 1413         | 1次車           | 1991/8/21    | 2017/12/22           |
| 車両番号 | 1014         | 1064         | 1264         | 1214         | 1464         | 1414         | 1次車           | 1991/8/28    | 2017/5/2             |
| 車両番号 | 1015         | 1065         | 1265         | 1215         | 1465         | 1415         | 1次車           | 1991/9/4     | 2016/8/30            |
| 車両番号 | 1016         | 1066         | 1266         | 1216         | 1466         | 1416         | 1次車           | 1991/9/11    | 2018/4/13            |
| 搭載機器 | DC-DC        | Chop,PT      | PT           | DC-DC,CP     | Chop,PT      | DC-DC,CP     |                 |              |                      |

| [ 9 ]    | ← 豊橋岐阜 → | ← 豊橋岐阜 → | ← 豊橋岐阜 → | ← 豊橋岐阜 → | ← 豊橋岐阜 → | ← 豊橋岐阜 → | 1200系 製造次数 | 1200系落成日 | リニューアル工事竣工 |
| 形式     | ク1100       | モ1150       | モ1350       | サ1300       | モ1550       | モ1500       | 1200系 製造次数 | 1200系落成日 | リニューアル工事竣工 |
| 区分     | Tc2          | M1           | M2''         | T            | M2'          | Mc1          | 1200系 製造次数 | 1200系落成日 | リニューアル工事竣工 |
| 車両番号 | 1111         | 1161         | 1361         | 1311         | 1561         | 1511         | 2次車           | 1992/10/14   | 2015/12/24           |
| 車両番号 | 1112         | 1162         | 1362         | 1312         | 1562         | 1512         | 2次車           | 1992/10/23   | 2015/8/21            |
| 車両番号 | 1113         | 1163         | 1363         | 1313         | 1563         | 1513         | 1次車           | 1991/8/21    | 2016/3/31            |
| 車両番号 | 1114         | 1164         | 1364         | 1314         | 1564         | 1514         | 1次車           | 1991/8/28    | 2016/12/28           |
| 車両番号 | 1115         | 1165         | 1365         | 1315         | 1565         | 1515         | 1次車           | 1991/9/4     | 2018/11/15           |
| 車両番号 | 1116         | 1166         | 1366         | 1316         | 1566         | 1516         | 1次車           | 1991/9/11    | 2018/8/14            |
| 搭載機器 | DC-DC        | PT           | Chop,PT      | DC-DC,CP     | Chop,PT      | DC-DC,CP     |                 |              |                      |

| [ 9 ]    | ← 豊橋岐阜 → | ← 豊橋岐阜 → | ← 豊橋岐阜 → | ← 豊橋岐阜 → | ← 豊橋岐阜 → | ← 豊橋岐阜 → | 製造次数 | 落成日    | 廃車日                             |
| 形式     | モ1130       | モ1180       | モ1380       | モ1330       | モ1580       | モ1530       | 製造次数 | 落成日    | 廃車日                             |
| 区分     | Mc1          | M2           | M1'          | M2'          | M1           | Mc2          | 製造次数 | 落成日    | 廃車日                             |
| 車両番号 | 1131         | 1181         | 1381         | 1331         | 1581         | 1531         | 1次車    | 1992/10/2 | 2019/3/18                          |
| 車両番号 | 1132         | 1182         | 1382         | 1332         | 1582         | 1532         | 1次車    | 1992/10/6 | 2016/7/20                          |
| 車両番号 | 1133         | 1183         | 1383         | 1333         | 1583         | 1533         | 1次車    | 1992/10/7 | 2015/7/7                           |
| 車両番号 | 1134         | 1184         | 1384         | 1334         | 1584         | 1534         | 2次車    | 1993/8/26 | 特別車：2002/9/30 一般車：1380系へ |
| 搭載機器 | DC-DC,CP     | Chop,PT      | MGorSIV      | CONT,PT      | MG,CP        | CONT,PT      |          |           |                                    |

| [ 9 ]    | ← 豊橋岐阜 → | ← 豊橋岐阜 → | ← 豊橋岐阜 → | ← 豊橋岐阜 → | 運転室取付 塗装変更 | 廃車      |
| 形式     | モ1380       | モ1330       | モ1480       | モ1430       | 運転室取付 塗装変更 | 廃車      |
| 区分     | Mc1'         | M2'          | M1           | Mc2          | 運転室取付 塗装変更 | 廃車      |
| 車両番号 | 1384         | 1334         | 1584         | 1534         | 2003/9/26           | 2015/9/14 |
| 搭載機器 | SIV,CP       | CONT,PT      | SIV,CP       | CONT,PT      |                     |           |

| [ 9 ]    | ← 豊橋岐阜 → | ← 豊橋岐阜 → | 製造次数 | 落成日    | リニューアル工事竣工 |
| 形式     | ク1800       | モ1900       | 製造次数 | 落成日    | リニューアル工事竣工 |
| 区分     | Tc           | Mc           | 製造次数 | 落成日    | リニューアル工事竣工 |
| 車両番号 | 1801         | 1901         | 1次車    | 1991/9/18 | 2018年1月            |
| 車両番号 | 1802         | 1902         | 1次車    | 1991/9/18 | 2017年9月            |
| 車両番号 | 1803         | 1903         | 1次車    | 1991/9/25 | 2018年11月           |
| 車両番号 | 1804         | 1904         | 1次車    | 1991/9/25 | 2019年2月            |
| 車両番号 | 1805         | 1905         | 1次車    | 1991/9/25 | 2018年8月            |
| 車両番号 | 1806         | 1906         | 2次車    | 1996/4/1  | 2018年3月            |
| 車両番号 | 1807         | 1907         | 2次車    | 1996/4/1  | 2018年5月            |
| 車両番号 | 1808         | 1908         | 2次車    | 1996/4/1  | 2017年5月            |
| 車両番号 | 1809         | 1909         | 2次車    | 1996/4/1  | 2018年12月           |
| 搭載機器 | SIV,CP       | Cont,PT      |          |           |                      |

| [ 9 ]    | ← 豊橋岐阜 → | ← 豊橋岐阜 → | 落成日   | 廃車日    |
| 形式     | モ1850       | モ1950       | 落成日   | 廃車日    |
| 区分     | Mc1          | Mc2          | 落成日   | 廃車日    |
| 車両番号 | 1851         | 1951         | 1992/7/8 | 2019/3/4  |
| 車両番号 | 1852         | 1952         | 1992/7/8 | 2016/8/22 |
| 車両番号 | 1853         | 1953         | 1992/7/8 | 2016/1/12 |
| 搭載機器 | MG,CP        | CONT,PT      |          |           |

## ラッピング・特殊塗装など
- 1994年に名鉄創業100年を記念し1007編成にラッピングを施したブルーライナーは関連項目を参照。

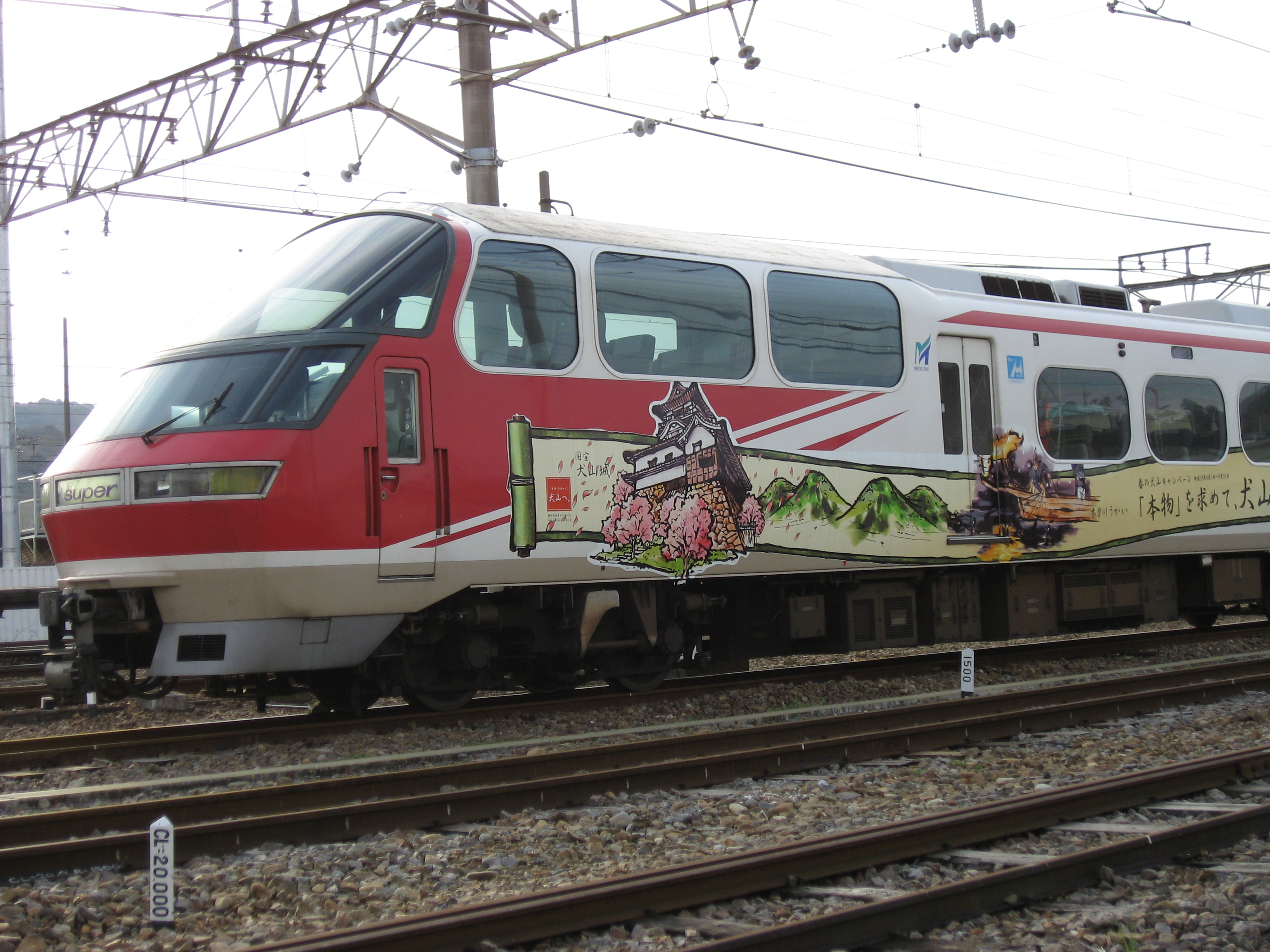
犬山時代絵巻号

- 名古屋鉄道と犬山市がタイアップし行われた春の犬山観光キャンペーン「『本物』を求めて、犬山へ。」の一環として、ラッピング車両「犬山時代絵巻号」が2007年（平成19年）2月24日から5月31日まで運行された。主に新鵜沼駅 - 河和駅・内海駅間で運行されていた[38]。
- 2018年には、映画『ハン・ソロ/スター・ウォーズ・ストーリー』公開を記念し、1011号車の展望室の壁、天井、デッキ、座席枕などに特別装飾が施され、6月1日から7月8日まで運行された。